# Кіт у мішку (фільм, 2002)
«Кіт у мішку» (англ. «Buying the Cow») — американський комедійний фільм 2002 року режисера Волта Беккера.

## Сюжет
Перед головним героєм фільму Девідом після п'яти років стосунків з його дівчиною Сарою постає питання, чи варто йому одружитися з нею. Поки вона на два місяці їде до Нью-Йорка на роботу, він намагається зрозуміти, з ким хотів би пов'язати своє життя. Друзі Девіда вмовляють його ще раз випробувати схему побачень. Між тим, у кожного з них є свої сумніви, чи готові вони до стосунків чи до шлюбу.

## В ролях
| Актор            | Роль                  |
| ---------------- | --------------------- |
| Джеррі О'Коннелл | Девід                 |
| Бріджит Вілсон   | Сара                  |
| Алісса Мілано    | Емі                   |
| Раян Рейнольдс   | Майк                  |
| Аннабет Гіш      | Ніколь                |
| Білл Белламі     | Джонсі                |
| Джон Тенні       | Ендрю                 |
| Рон Лівінгстон   | Тайлер Картер Білловс |
| Ерінн Бартлетт   | Джулі Медісон         |
| Скарлетт Чорват  | Кеті Медісон          |

## Сприйняття
Фільм отримав стримані відгуки. На Rotten Tomatoes його оцінка 54% від більш ніж 5000 глядачів. Критики оминули цей фільм увагою.